# Fries groen
Fries groen (ook bekend als: Friesch groen, Vriesch groen, Bataafsch groen en West-Friesch groen) is een groen pigment, gebaseerd op anorganische koperverbindingen.
Fries groen is lichter dan Bremergroen en het werd verkregen door kopervijlsel in een afgesloten bak te bewerken met een oplossing van ammoniumchloride. Aldus ontstond een pigment op basis van koper(I)chloride en koper(II)chloride. De verf was giftig en droeg dus tevens bij aan de houtverduurzaming.